# Brihuega
Brihuega es un municipio y localidad española de la provincia de Guadalajara, en la comunidad autónoma de Castilla-La Mancha. El término municipal, atravesado por el río Tajuña, cuenta con una población de 2816 habitantes (INE 2024) y comprende dieciséis entidades de población.

## Geografía
La villa de Brihuega, capital del municipio, está situada a una altitud de 876 m sobre el nivel del mar. y se alza sobre un altiplano en la vega del río Tajuña, en la comarca de La Alcarria. Está a 32 km de la capital provincial.
La extensión de su término es considerable, pues además del núcleo principal engloba los lugares o entidades menores de Archilla, Balconete, Castilmimbre, Cívica, Fuentes de la Alcarria, Hontanares, Malacuera, Olmeda del Extremo, Pajares, Romancos, Tomellosa, Valdesaz, Villaviciosa de Tajuña y Yela.
| Noroeste: Muduex y Gajanejos                             | Norte: Gajanejos, Ledanca, Argecilla, Almadrones                      | Nordeste: Alaminos, Cogollor, Valderrebollo |
| Oeste: Trijueque y Valdegrudas                           |                                                                       | Este: Solanillos del Extremo, Barriopedro   |
| Suroeste: Caspueñas, Valdeavellano, Valfermoso de Tajuña | Sur: Irueste, Yélamos de Abajo, Yélamos de Arriba, San Andrés del Rey | Sureste: Budia, Henche                      |

En el siglo XIX se menciona que «en todas direcciones hay hermosos bosques poblados de encina y roble». En el valle del Tajuña, aguas arriba de la localidad (al noreste), se encuentra el lugar de interés comunitario «Quejigares de Barriopedro y Brihuega», que comprende territorio del municipio de Brihuega y en menor medida de los de Barriopedro y Valderrebollo, con formaciones boscosas de Quercus faginea.

## Entidades de población
| Entidades de población | Habitantes (2016) |
| ---------------------- | ----------------- |
| Archilla               | 24                |
| Balconete              | 66                |
| Brihuega               | 1998              |
| Castilmimbre           | 14                |
| Cívica                 | 13                |
| Fuentes de la Alcarria | 16                |
| Hontanares             | 29                |
| Malacuera              | 24                |
| Olmeda del Extremo     | 15                |
| Pajares                | 7                 |
| Romancos               | 136               |
| Santa Clara            | 26                |
| Tomellosa              | 37                |
| Valdesaz               | 50                |
| Villaviciosa de Tajuña | 7                 |
| Yela                   | 14                |

## Historia
Su origen se encuentra en un poblado celtibérico llamado Brioca, de donde derivó a su actual nombre. El rey Al-Mamún de la taifa de Toledo apreciaba esta zona por sus ricos cazaderos, al punto que alojó en su palacete de Brihuega a su amigo Alfonso, rey de León, cuando en 1072 este fue derrotado en la batalla de Golpejera por su hermano Sancho II de Castilla y expulsado de su reino. La localidad fue una plaza estratégicamente relevante de cara a las campañas para la toma de Toledo por los cristianos, que cristalizaron en 1085.
Alfonso VI no tardaría en hacerse, aquel mismo año, con el Reino de Castilla y conquistar después para sí, ya en 1085, todo el valle del río Tajuña. En 1086 cedió Brihuega al arzobispo de Toledo Bernardo de Sedirac, primer constructor de la fortaleza que preside el valle del Tajuña. Durante mucho tiempo la villa estuvo rodeada de murallas, que concluyó ya en el siglo XIII el también arzobispo de Toledo Rodrigo Jiménez de Rada, quien en el año 1242 concedió fuero a Brihuega. La localidad vivió su mayor esplendor en el segundo tercio del siglo XIII.

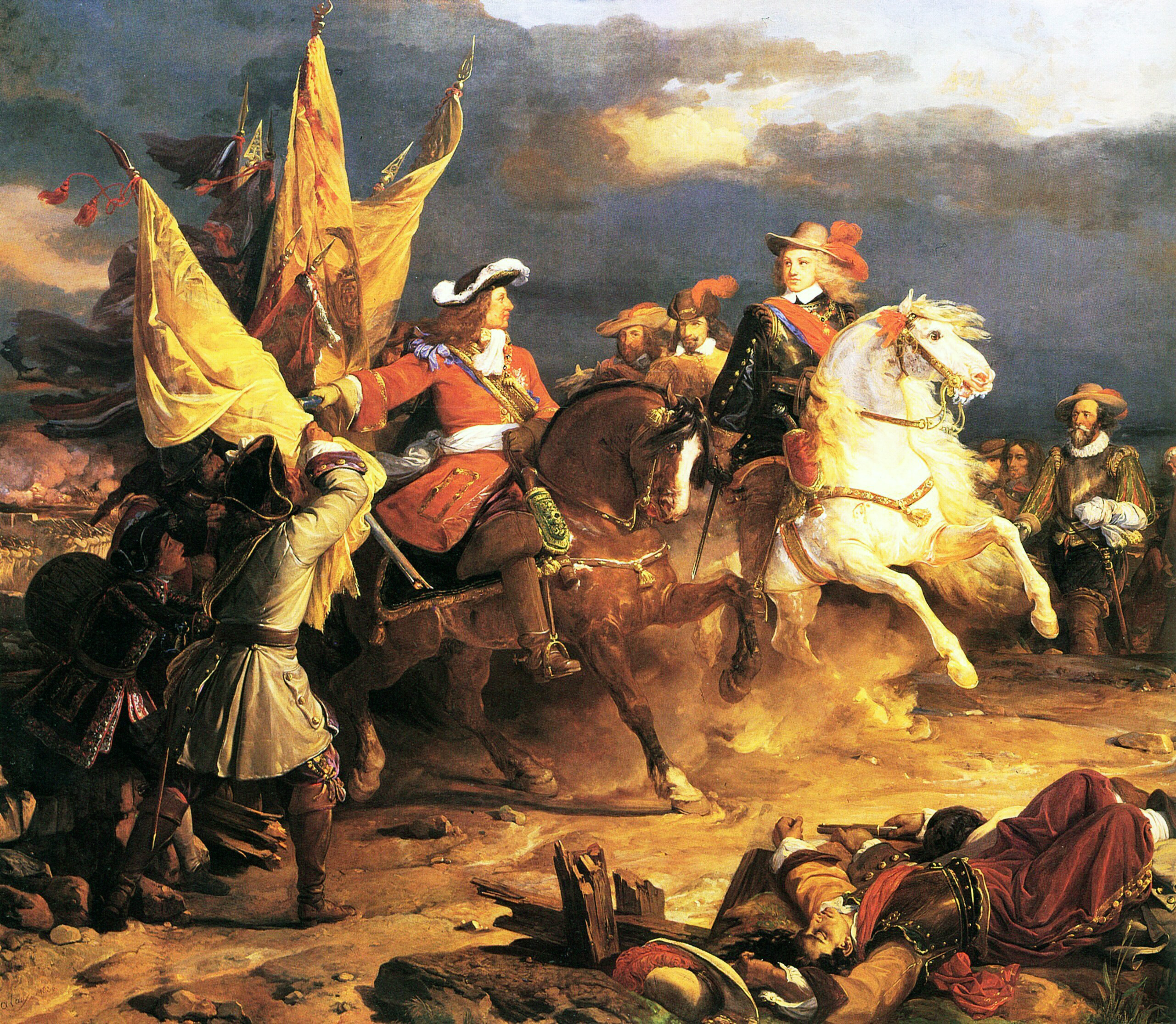
Batalla de Villaviciosa (1710)

Durante los siglos XVI y XVII se habría producido una significativa migración de briocenses a la ciudad mexicana de Puebla. En 1615 se fundó el monasterio de Santa Ana. Por distintas circunstancias históricas ha sido escenario de importantes acontecimientos bélicos. En diciembre de 1710 fue asaltada por las tropas de Felipe V, comandadas por el duque Luis José de Vendôme en un acontecimiento militar trascendente en el desarrollo de la Guerra de Sucesión, en las batallas de Brihuega y Villaviciosa. Las tropas británicas del general James Stanhope hubieron de capitular.
A mitad del siglo XVIII se fundó en la localidad la Real Fábrica de Paños. Aunque fue una de las instalaciones industriales más prestigiosas del país, en 1835 cerró sus puertas, si bien su uso continuó en manos privadas hasta la guerra civil española.
Durante las reformas territoriales que se plantearon durante el trienio liberal, se llegó a considerar a Brihuega como una candidata, junto a Cifuentes, para la capitalidad provincial, por su mayor centralidad, en detrimento de Guadalajara, desestimándose sin embargo tal posibilidad. A mediados del siglo XIX, el lugar contaba con una población censada de 4464 habitantes y con unas 1100 casas.

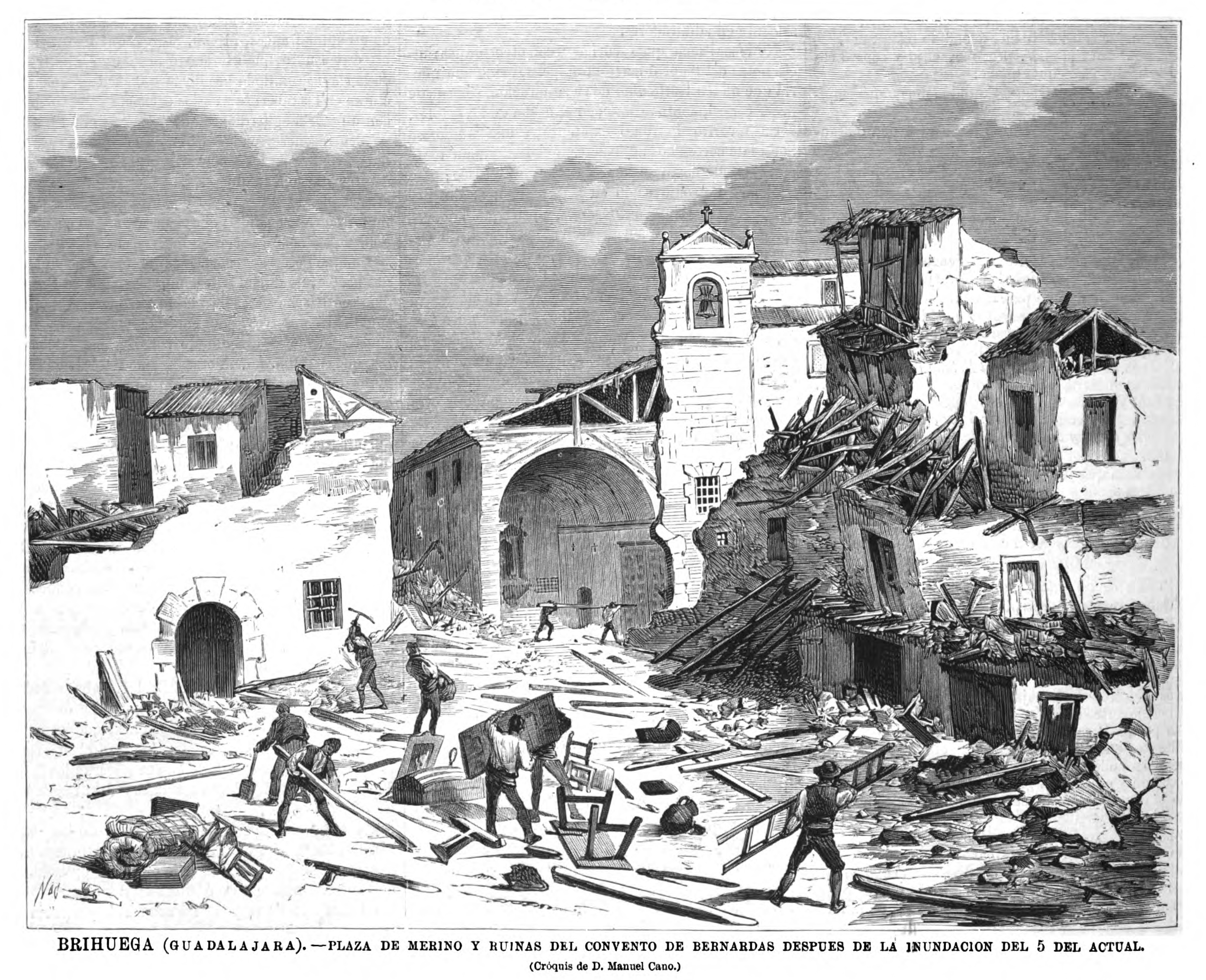
Plaza de Merino y ruinas del convento de las Bernardas tras la inundación de 1877

Las lluvias caídas los días 5 y 6 de septiembre de 1877 provocaron una gran inundación, que destruyó alrededor de cincuenta casas y el convento de las Bernardas.

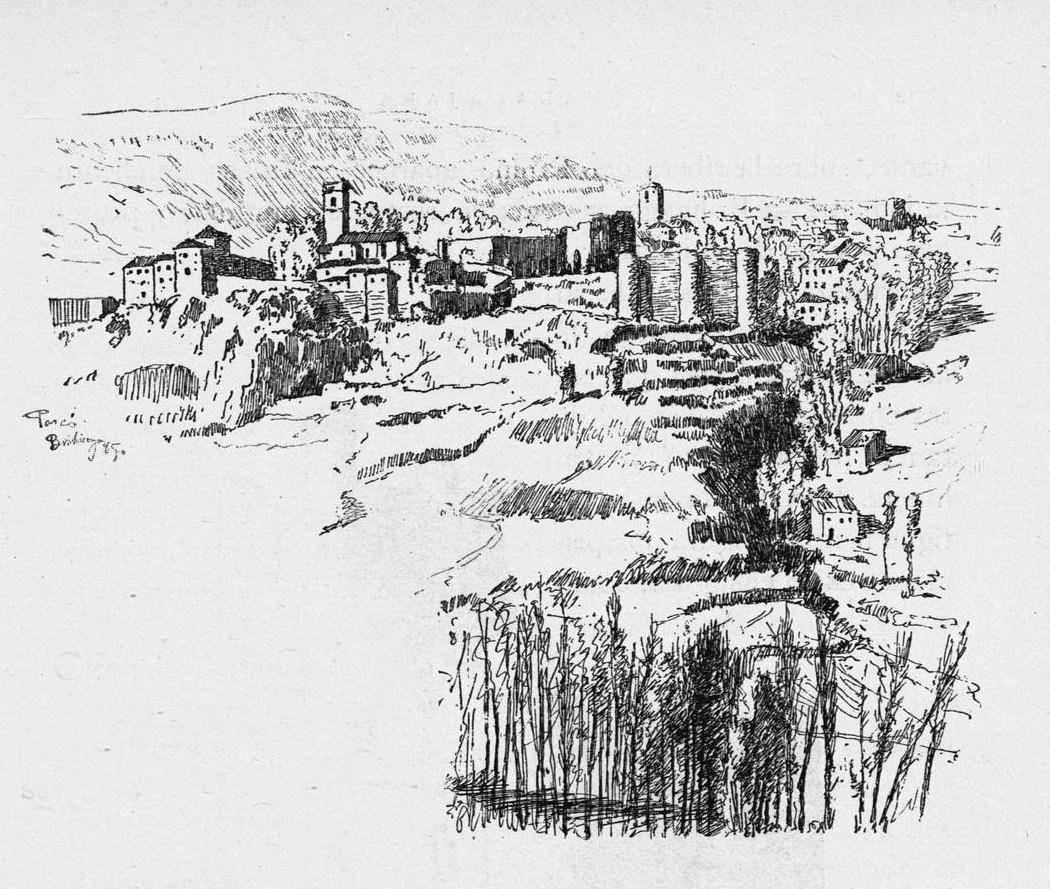
Vista de Brihuega en un dibujo de José Pascó (1885)

A inicios del siglo XX llegó el cine a la localidad. Desde el inicio de la guerra civil española, los cenetistas instauraron el comunismo libertario en Brihuega, cuyas calles y términos fueron escenario, en marzo de 1937, de la batalla de Guadalajara, que supuso una importante victoria del Ejército Popular Republicano frente a las tropas sublevadas y sus aliados, en este caso fundamentalmente tropas italianas. Durante la contienda, en 1938, desapareció el códice medieval del Fuero de Brihuega, que había sido estudiado a finales del siglo XIX por Juan Catalina García.
En los años 1964 y 1965, la Promotora Briocense de Jesús Ruiz Pastor construyó la plaza de toros. En 1979, miembros del movimiento Hare Krisna adquirieron una finca en el municipio, a la que denominaron Nueva Vrajamandala y donde instalaron una comunidad. En 2022 reapareció el fuero desaparecido durante la guerra civil, y se entregó al alcalde.

## Demografía
Brihuega cuenta con una población de 2816 habitantes (INE 2024).
| Gráfica de evolución demográfica de Brihuega entre 1842 y 2021 |
| |
| Población de derecho según los censos de población del INE Población de hecho según los censos de población del INEEntre el censo de 1970 y el anterior, crece el término del municipio porque incorpora a Archilla, Balconete, Castilmimbre, Fuentes de la A., Olmeda del E., Pajares, Romancos, Tomellosa, Valdesaz y Villaviciosa de T. Entre el censo de 1981 y el anterior, crece el término del municipio porque incorpora a Hontanares y Yela |

## Símbolos
El escudo heráldico que representa al municipio fue aprobado oficialmente el 9 de diciembre de 1986 con el siguiente blasón:

Escudo de gules el castillo donjonado de tres torres de oro, mazonado de sable y aclarado de gules, acompañada la torre del homenaje de dos báculos episcopales de oro, y sumada la misma de una imagen de Ntra. Señora con su Hijo en los brazos. Al timbre, la Corona Real, cerrada.
Diario Oficial de Castilla-La Mancha n.º 53 de 23 de diciembre de 1986

La bandera que usa el ayuntamiento, que no está aprobada oficialmente, es un paño rojo de proporciones 2:3 con el escudo cargado en el centro.

## Patrimonio
En 1973 el casco histórico de Brihuega fue declarado conjunto histórico-artístico, comprendiendo los principales monumentos de la ciudad. En Brihuega hay tres iglesias del siglo XIII: la iglesia de San Felipe, la iglesia de San Miguel y la iglesia de Santa María de la Peña. También quedan restos de la antigua iglesia de San Simón
Existen tramos de la antigua muralla que envolvía a la localidad, quedando aún en pie dos de sus puertas: el arco de Cozagón y la puerta de la Cadena. Al sur se yergue el castillo de Brihuega, cuyo interior ha servido de cementerio. Próximos se encuentran la plaza de toros de Brihuega, cuyo arquitecto fue Ambrosio Arroyo, y el convento de San José, hoy día un espacio expositivo. Otro de los edificios a destacar de la localidad es la Real Fábrica de Paños del siglo XVIII.
En las afueras quedan restos del Palacio de Ibarra.
El rollo o picota, del siglo XVI, es de granito, de fuste alto y cilíndrico, con basa de granito. Indicaba que Brihuega tenía el carácter de villa y, por ello, con jurisdicción propia. Fue en 1212 cuando el arzobispo Rodrigo Ximénez de Rada dio derecho de fuero a la villa, testimoniado por la presencia del rollo a la entrada de la villa; da a los judíos el mismo trato que al resto de pobladores de cualquier otra condición que habitaran Brihuega: todos los omnes que moraren en briuega o en su término, xristianos e judíos e moros, todos ayan un fuero.

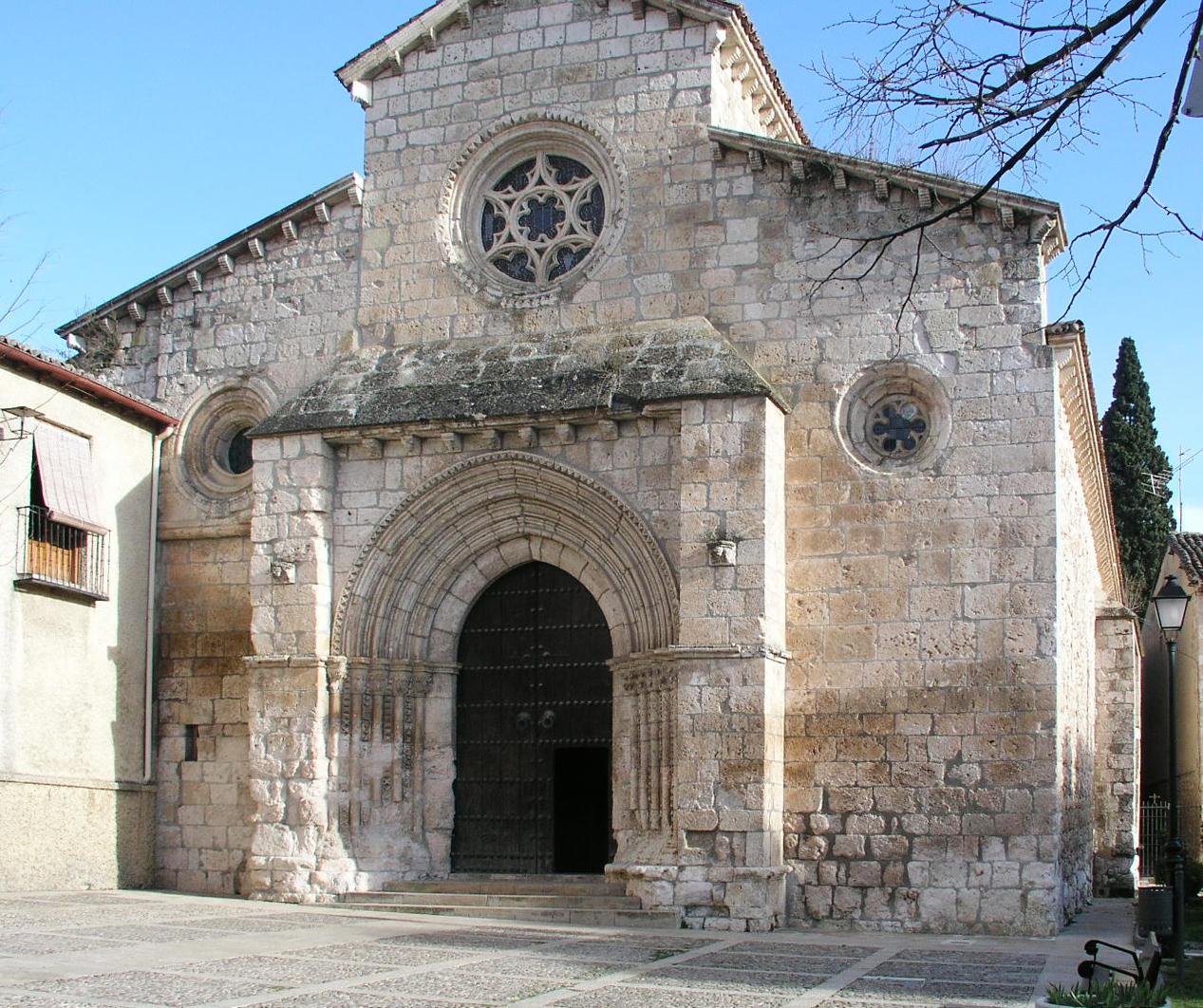
Iglesia de San Felipe
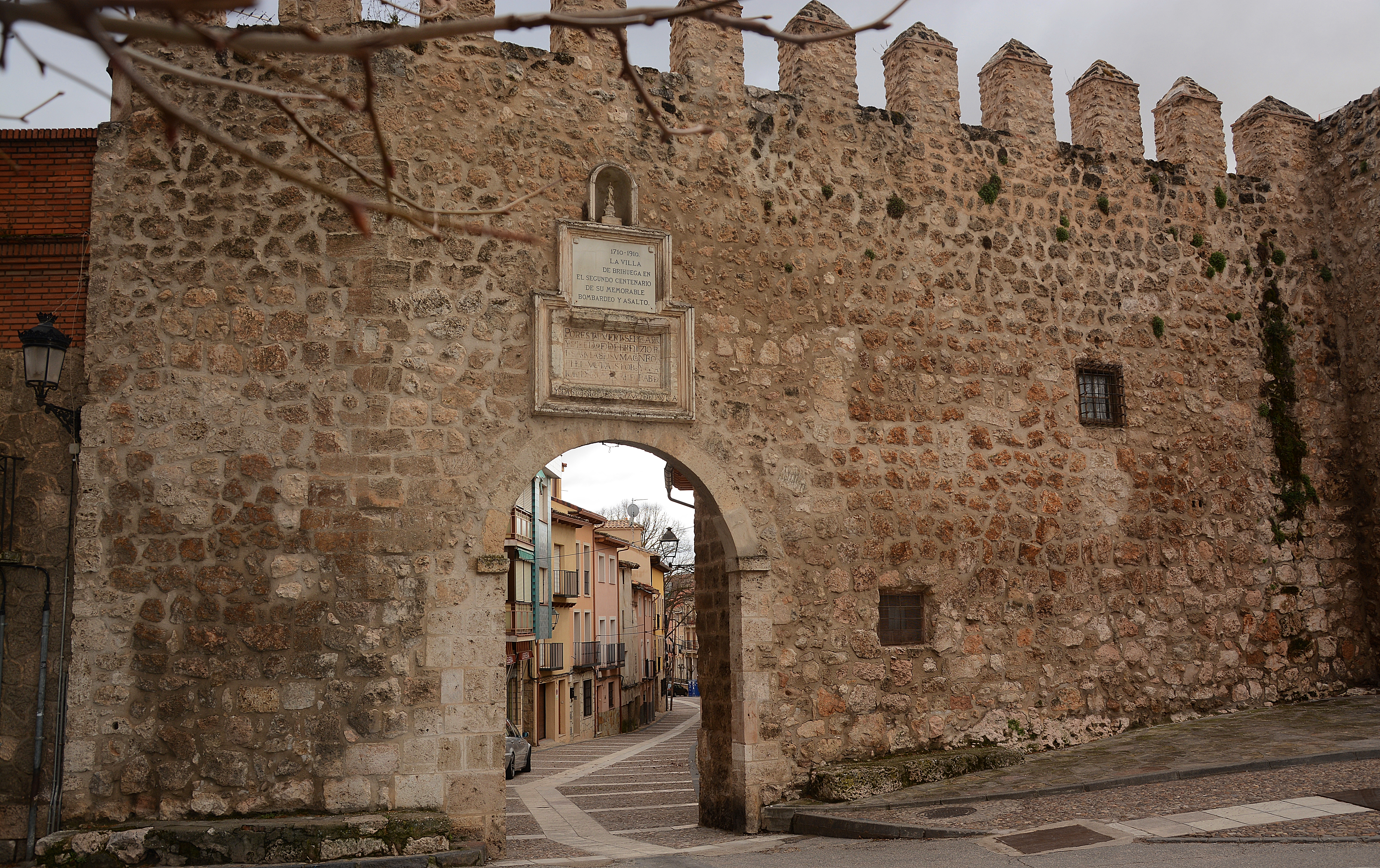
Puerta de la Cadena
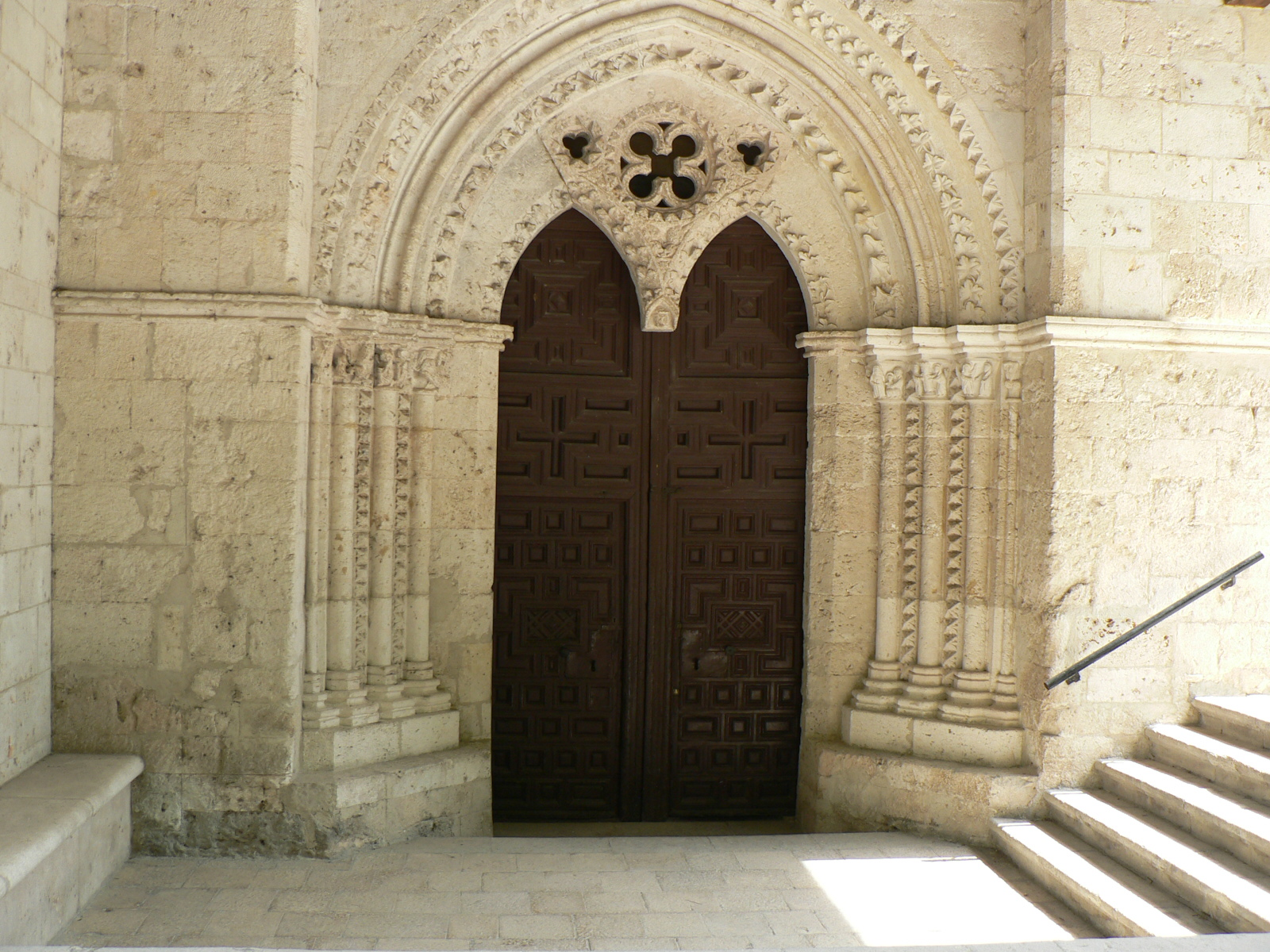
Iglesia de Santa María de la Peña
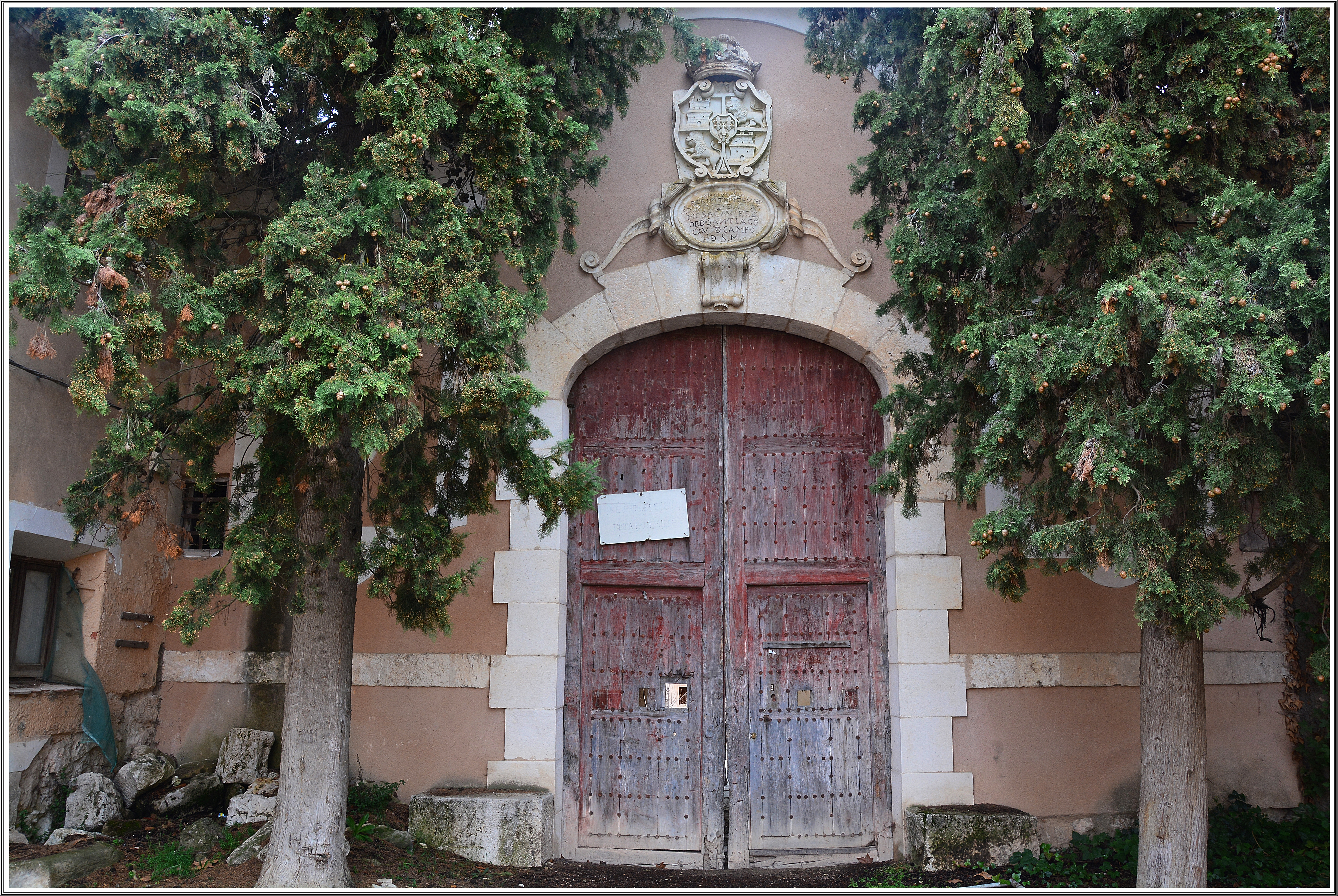
Real Fábrica de Paños
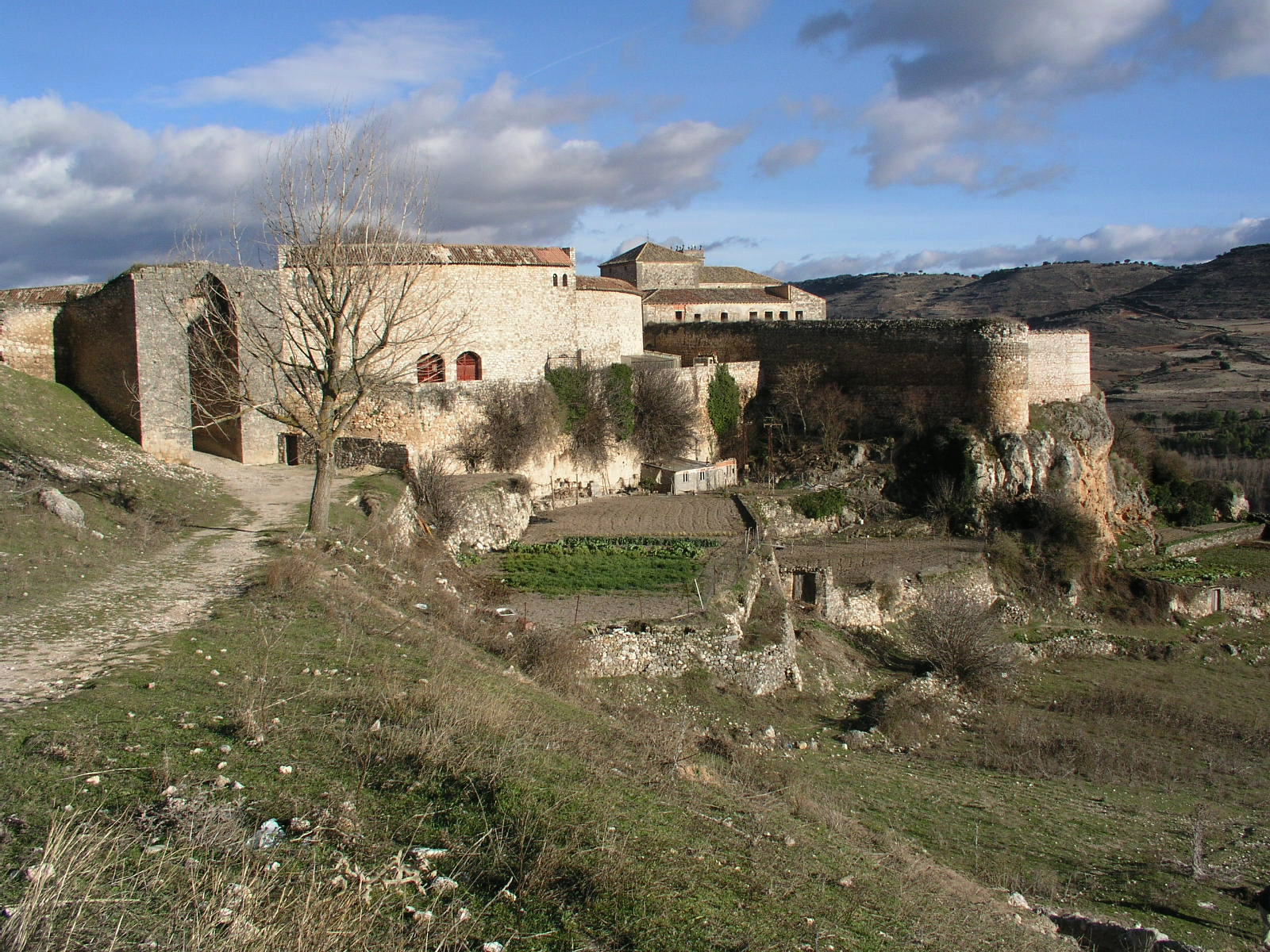
Arco de Cozagón y murallas

## Fiestas

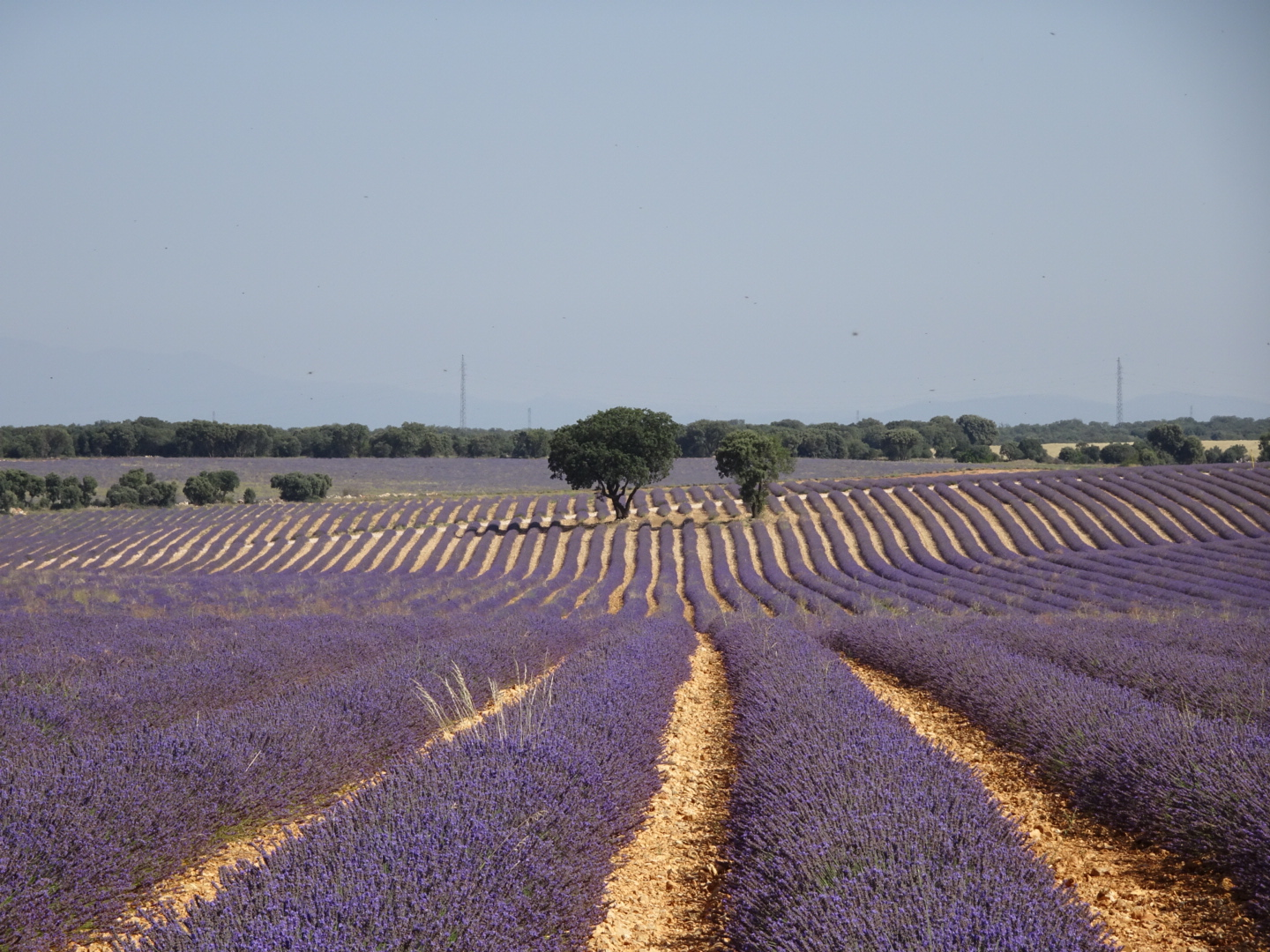
Campos de lavanda